# Смолвил (комикси)
Вижте пояснителната страница за други значения на Смолвил.
Тази статия се отнася за родния град на Супермен. За телевизионния сериал вижте Смолвил (сериал).
Смолвил (на английски: Smallville) е родният град на Кларк Кент. Първоначално, градът е защитаван от Супербой, преди да започне кариерата си като Супермен в Метрополис. Първата поява на града е в „Супербой“ том 1, бр. 2 (1949 г.).